# جندهار
جندهار (به ترکی آذربایجانی: Cəndəhar) یک منطقهٔ مسکونی در جمهوری آذربایجان است که در شهرستان سیاه‌زن واقع شده‌است.